# 괴담 레스토랑
괴담 레스토랑(일본어: 怪談レストラン)은 일본의 공포 애니메이션이다. 일본에서는 2009년 10월 13일부터 2010년 6월 8일까지 TV 아사히에서, 대한민국에서는 투니버스에서 방영되었다.

## 등장인물
- 성우는 일본판 / 한국어 더빙판 순

### 주요 인물
가르송
성우 - 히라타 히로아키
유령이며 괴담 레스토랑의 지배인이다. 만화 시작시 오늘의 전체, 메인메뉴, 디저트를 알린다.
오오조라 아코(일본어: 大空 アコ)(한국어 더빙판 이름 - 강보리)
성우 - 시라이시 료코
괴담 레스토랑의 주인공이다. 소설가 지망생인 초등학교 6학년이며 빨간테 안경을 쓰고 있다. 코우모토 쇼우(차세형), 사쿠마 레이코(손가연)과 친구, 오오조라 분타(강두리)의 누나이다.
코우모토 쇼우(일본어: 甲本 ショウ))(한국어 더빙판 이름 - 차세형)
성우- 유키 히로
무서운 이야기와 책을 좋아하는 새로 전학온 초등학교 6학년. 무서움이 없어 이곳저곳을 친구들과 함께 돌아다닌다.
사쿠마 레이코(일본어: 佐久間 レイコ) (한국어 더빙판 이름 - 손가연)
성우 - 아사노 마스미
학급의 대표이며, 당당하고, 자기 주장이 강한 초등학교 6학년이다. 오오조라 아코(강보리), 코우모토 쇼우(차세형)와는 친구로, 같은반이다.

### 그 외의 등장인물
미사쿠보 유우마(일본어: 水窪 ユウマ))(한국어 더빙판 이름 - 이재진)
성우 - 카와하라 요시히사
타쿠마(일본어: たくま)(한국어 더빙판 이름 - 최혁규)
성우 - 스가누마 히사요시
이시모토 미치코
성우 - 토요시마 마치코
오오조라 아코(강보리), 코우모토 쇼우(차세형), 사쿠마 레이코(손가연)의 담임 선생님이다.
코와다 마리(일본어: 小和田 まり)(한국어 더빙판 이름 - 오다정)
성우 - 야지마 유코
오오조라 코지 (일본어: 大空 コウジ)(한국어 더빙판 이름 - 강호영)
성우 - 이토 켄타로
오오조라 아코(강보리)의 아빠.
오오조라 카즈요(일본어: 大空 カズヨ)
성우 - 마에다 아이
오오조라 아코(강보리)의 엄마.
오오조라 분타 (일본어: 大空 ブンタ)(한국어 더빙판 이름 - 강두리)
성우 - 오우라 후유카 (Fuyuka Oura)
오오조라 아코(강보리)의 남동생.

## 목소리 출연
- 이지영 - 강보리
- 박성태 - 차세형
- 이계윤 - 손가연
- 김광국 - 이재진
- 최지훈 - 최혁규
- 이소은 - 오다정
- 최준영 - 강호영(보리,두리) 아버지
- 김현심 - (보리,두리) 어머니
- 안영미 - 강두리(보리 누나) 남동생
- 김보영 - 담임 선생님
- 서윤선 - 가르송

## 음악
엔딩 《LOST BOY》
작사 -  타카다 나오키 / 작곡 - 타카다 나오키, Shintaro"Growth"Izutsu

## 같이 보기
- 학교괴담 (애니메이션)